# Liste der Kulturdenkmale in Torna (Dresden)
Die Liste der Kulturdenkmale in Torna umfasst sämtliche Kulturdenkmale der Dresdner Gemarkung Torna. Die Anmerkungen sind zu beachten.
Diese Liste ist eine Teilliste der Liste der Kulturdenkmale in Dresden. 

Diese Liste ist eine Teilliste der Liste der Kulturdenkmale in Sachsen.

## Legende
- Bild: Bild des Kulturdenkmals, ggf. zusätzlich mit einem Link zu weiteren Fotos des Kulturdenkmals im Medienarchiv Wikimedia Commons. Wenn man auf das Kamerasymbol klickt, können Fotos zu Kulturdenkmalen aus dieser Liste hochgeladen werden:
- Bezeichnung: Denkmalgeschützte Objekte und ggf. Bauwerksname des Kulturdenkmals
- Lage: Straßenname und Hausnummer oder Flurstücknummer des Kulturdenkmals. Die Grundsortierung der Liste erfolgt nach dieser Adresse. Der Link (Karte) führt zu verschiedenen Kartendiensten mit der Position des Kulturdenkmals. Fehlt dieser Link, wurden die Koordinaten noch nicht eingetragen. Sind diese bekannt, können sie über ein Tool mit einer Kartenansicht einfach nachgetragen werden. In dieser Kartenansicht sind Kulturdenkmale ohne Koordinaten mit einem roten bzw. orangen Marker dargestellt und können durch Verschieben auf die richtige Position in der Karte mit Koordinaten versehen werden. Kulturdenkmale ohne Bild sind an einem blauen bzw. roten Marker erkennbar.
- Datierung: Baubeginn, Fertigstellung, Datum der Erstnennung oder grobe zeitliche Einordnung entsprechend des Eintrags in der sächsischen Denkmaldatenbank
- Beschreibung: Kurzcharakteristik des Kulturdenkmals entsprechend des Eintrags in der sächsischen Denkmaldatenbank, ggf. ergänzt durch die dort nur selten veröffentlichten Erfassungstexte oder zusätzliche Informationen
- ID: Vom Landesamt für Denkmalpflege Sachsen vergebene, das Kulturdenkmal eindeutig identifizierende Objekt-Nummer. Der Link führt zum PDF-Denkmaldokument des Landesamtes für Denkmalpflege Sachsen. Bei ehemaligen Kulturdenkmalen können die Objektnummern unbekannt sein und deshalb fehlen bzw. die Links von aus der Datenbank entfernten Objektnummern ins Leere führen. Ein ggf. vorhandenes Icon  führt zu den Angaben des Kulturdenkmals bei Wikidata.

## Liste der Kulturdenkmale in Torna
| Bild           | Bezeichnung                                                                            | Lage                      | Datierung                                  | Beschreibung | ID       |
| -------------- | -------------------------------------------------------------------------------------- | ------------------------- | ------------------------------------------ | --- | -------- |
| Weitere Bilder | Wohnstallhaus, Seitengebäude, Einfriedung und Toranlage eines ehemaligen Dreiseithofes | Alttorna 2 (Karte)        | bezeichnet 1790 (Wohnstallhaus)            | beide Wohnhäuser mit Fachwerk im Obergeschoss, beim Seitengebäude geht dieses teilweise bis in das Erdgeschoss, weiterhin sichtbar die steilen Satteldächer, trotz Aufgabe der einstigen Nutzung Verlust der rückwärtigen Scheune bemerkenswertes ländliches Anwesen aus dem späten 18. Jahrhundert, als bauliche Zeugnisse der damaligen Volksbauweise architekturhistorisch bedeutend und als historischer Kern von Torna stadtentwicklungsgeschichtlich von Belang | 09212654 |
| Weitere Bilder | Wohnstallhaus und zwei Nebengebäude eines Dreiseithofes                                | Tornaer Straße 86 (Karte) | bezeichnet 1663 und später (Wohnstallhaus) | Gebäude mit Fachwerk, zum Teil verbrettert, bemerkenswertes ländliches Anwesen seiner Zeit, als bauliche Zeugnisse der damaligen Volksbauweise architekturhistorisch bedeutend und als historischer Kern von Torna stadtentwicklungsgeschichtlich von Belang, seit 1998 als Gaststätte genutzt | 09218783 |